# Vítkovice v Krkonoších
Vítkovice v Krkonoších (deutsch Witkowitz) ist eine Gemeinde im Okres Semily, Liberecký kraj in Tschechien. Sie liegt im Riesengebirge im Tal der Jizerka (Kleine Iser).

## Geschichte
Der Ort wurde 1606 erstmals urkundlich erwähnt und verfügte über eine Glashütte, die im Besitz der Familie Preußler war. Ab der Mitte des 19. Jahrhunderts bildete Witkowitz eine Gemeinde im Gerichtsbezirk Rochlitz an der Iser.

## Gemeindegliederung
Für die Gemeinde Vítkovice sind keine Ortsteile ausgewiesen. Grundsiedlungseinheiten sind Dolní Mísečky (Unter Schüsselbauden), Horní Mísečky (Ober Schüsselbauden), Skelné Hutě (Glashütten) und Vítkovice (Witkowitz).